# Pungtryckarfisk
Pungtryckarfisk (Sufflamen bursa) är en fiskart som först beskrevs av Bloch och Schneider 1801.  Pungtryckarfisk ingår i släktet Sufflamen och familjen tryckarfiskar. Inga underarter finns listade i Catalogue of Life.